# Kungälv
Kungälv ( PRONÚNCIA) é uma cidade sueca da província da Bohuslän, na região da Gotalândia.
É a sede da comuna de Kungälv, pertencente ao condado da Västra Götaland.
Tem 14,6 quilômetros quadrados e segundo censo de 2018, havia 24 511 habitantes.
Está situada a 20 km a norte da cidade de Gotemburgo, no local onde o rio Göta älv se divide, originando o rio Nordre älv.
Abriga a fortaleza de Bohus, construída no século XIV.

## Etimologia
A cidade está mencionada como Konungahellu, em 1280.
O nome medieval Kungahälla foi todavia mudado para Kungälv no século XV por alusão ao rio Nordre älv.

## Comunicações
A cidade é atravessada pela estrada europeia E6 (Gotemburgo–Oslo). A pequena distância passa a estrada europeia E45 (Trollhättan-Gotemburgo). Na sua proximidade passam igualmente a linha da Bohuslän (Gotemburgo–Strömstad) e a linha suburbana de Gotemburgo (Gotemburgo–Älvängen).

## Educação
A cidade de Kungälv possuí várias escolas públicas e livres do ensino básico, e de uma escola secundária. Dispõe igualmente da Escola Superior Popular Nórdica (Nordiska folkhögskolan).

## Património turístico
Alguns pontos turísticos mais procurados atualmente são:

- Fortaleza de Bohus (século XIV)
- Igreja de Kungälv (século XVII)

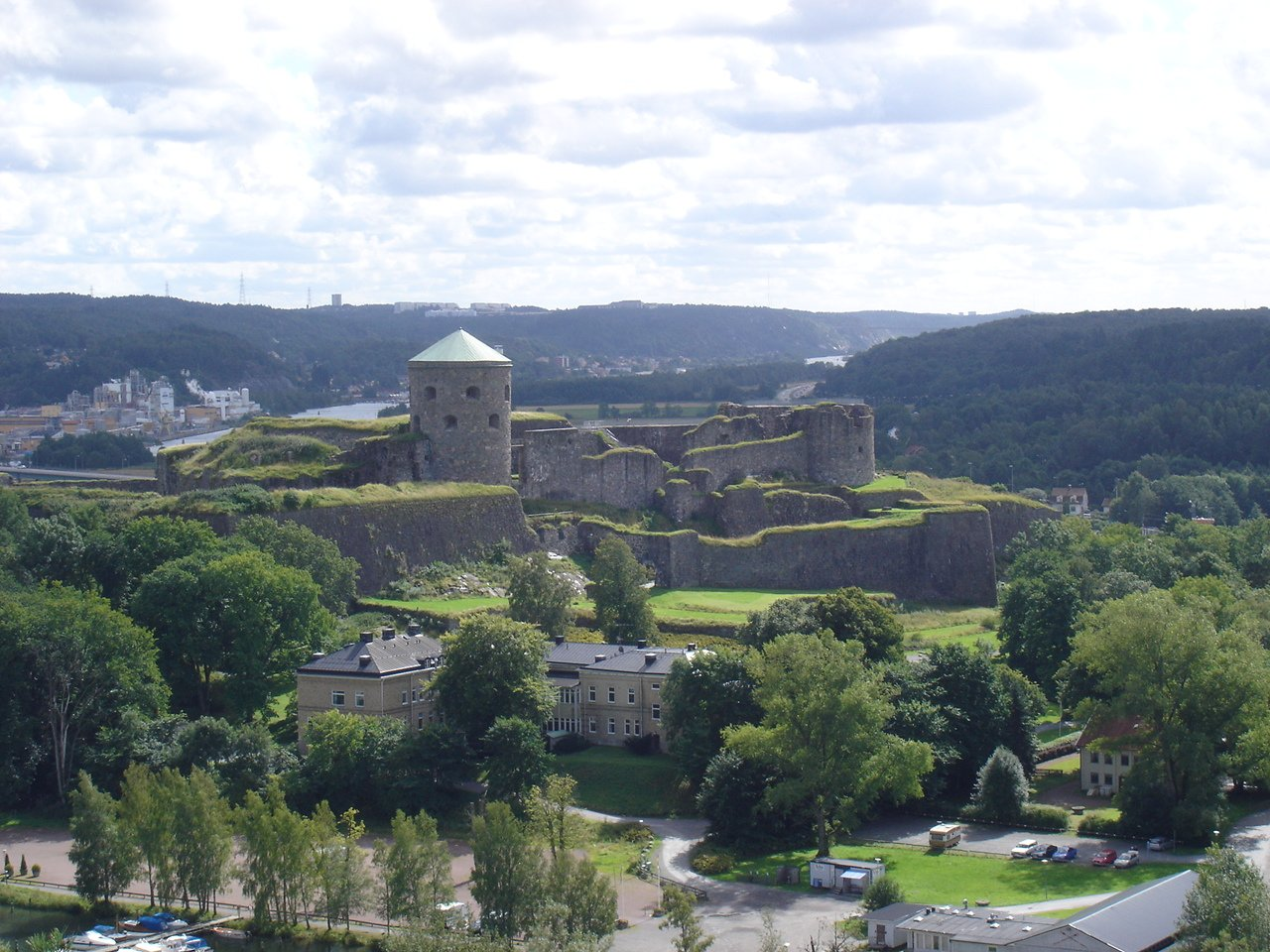
A fortaleza de Bohus
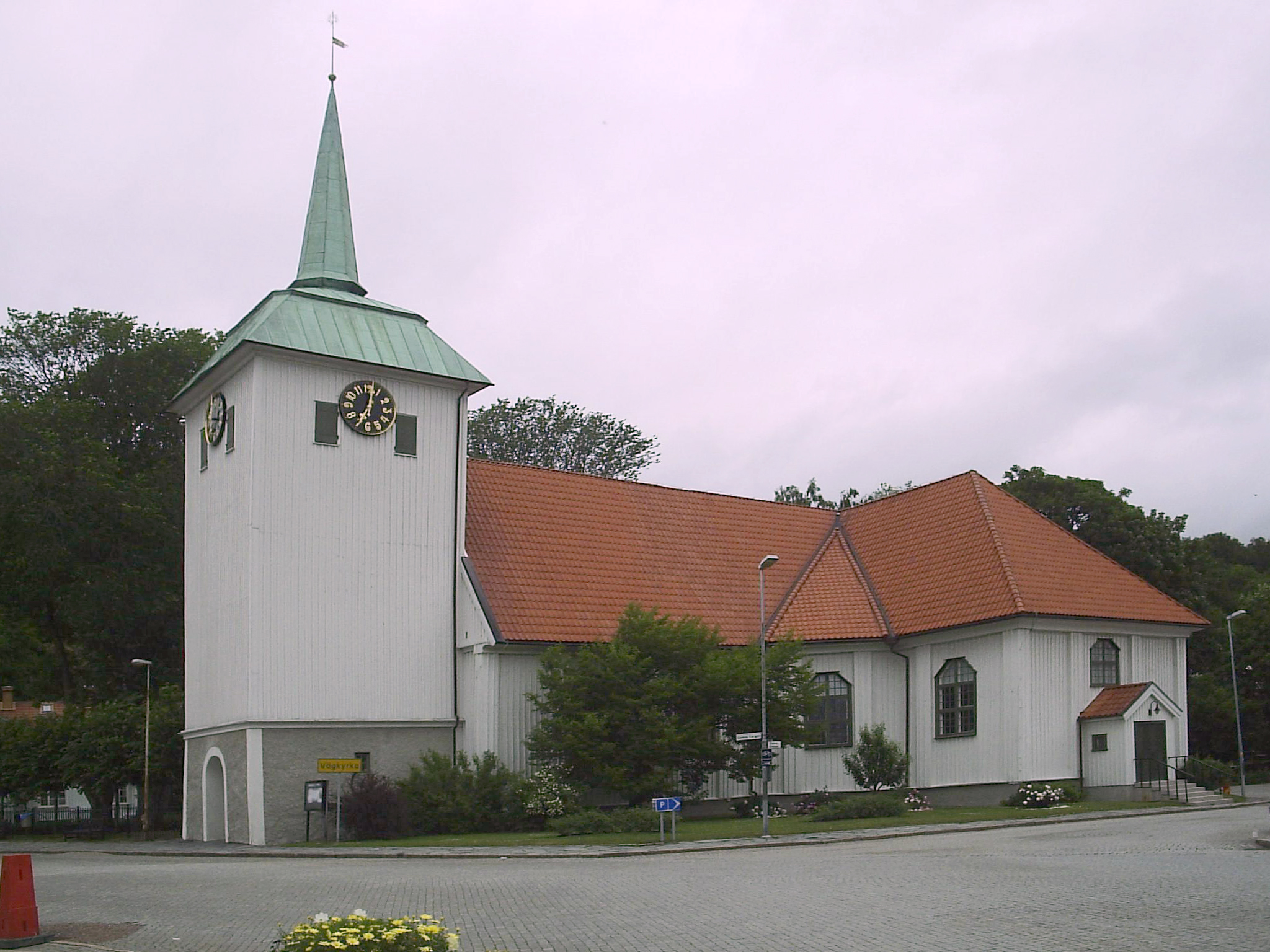
A igreja de Kungälv
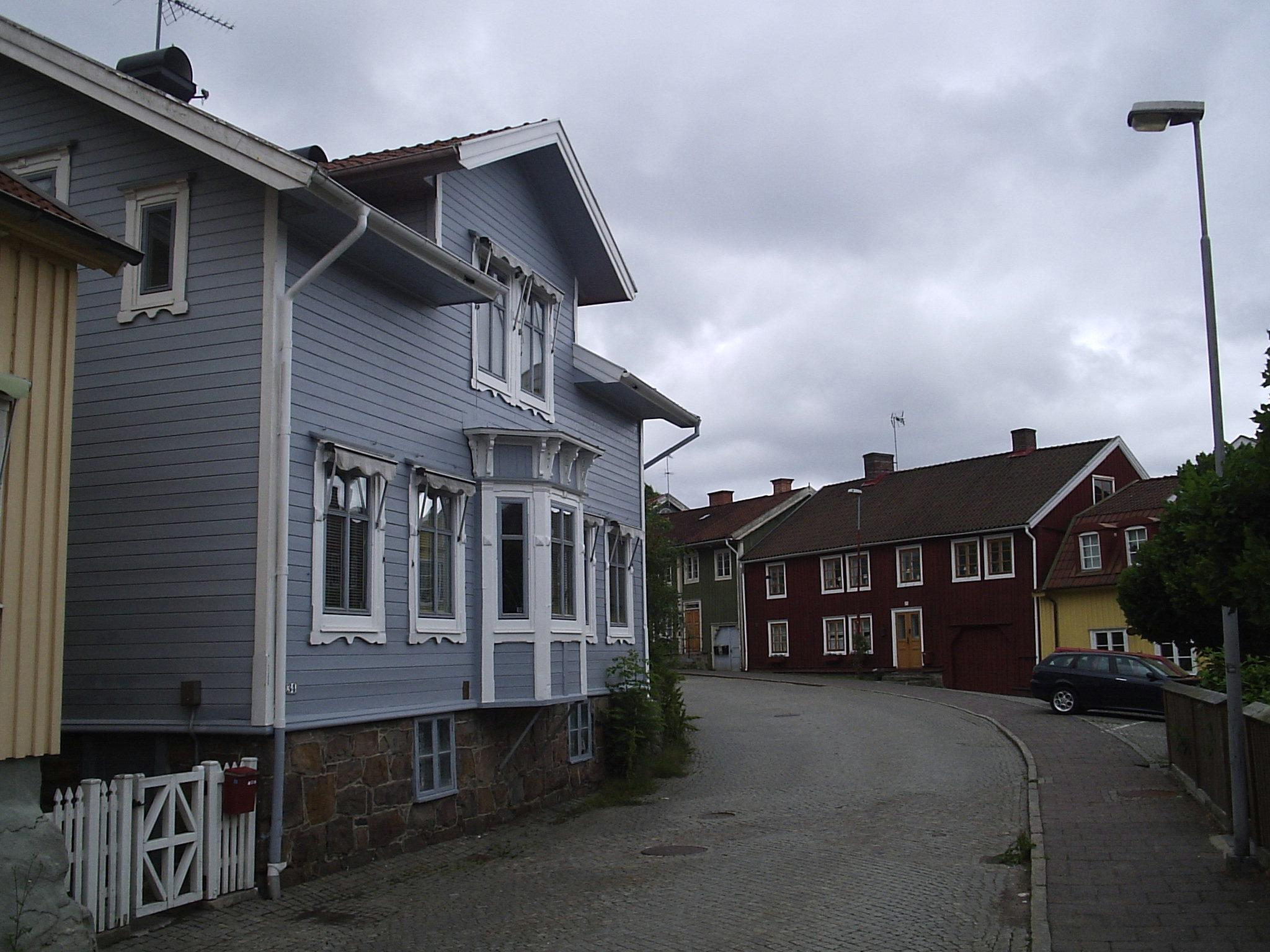
A rua Västra Gatan em Gamla Stan
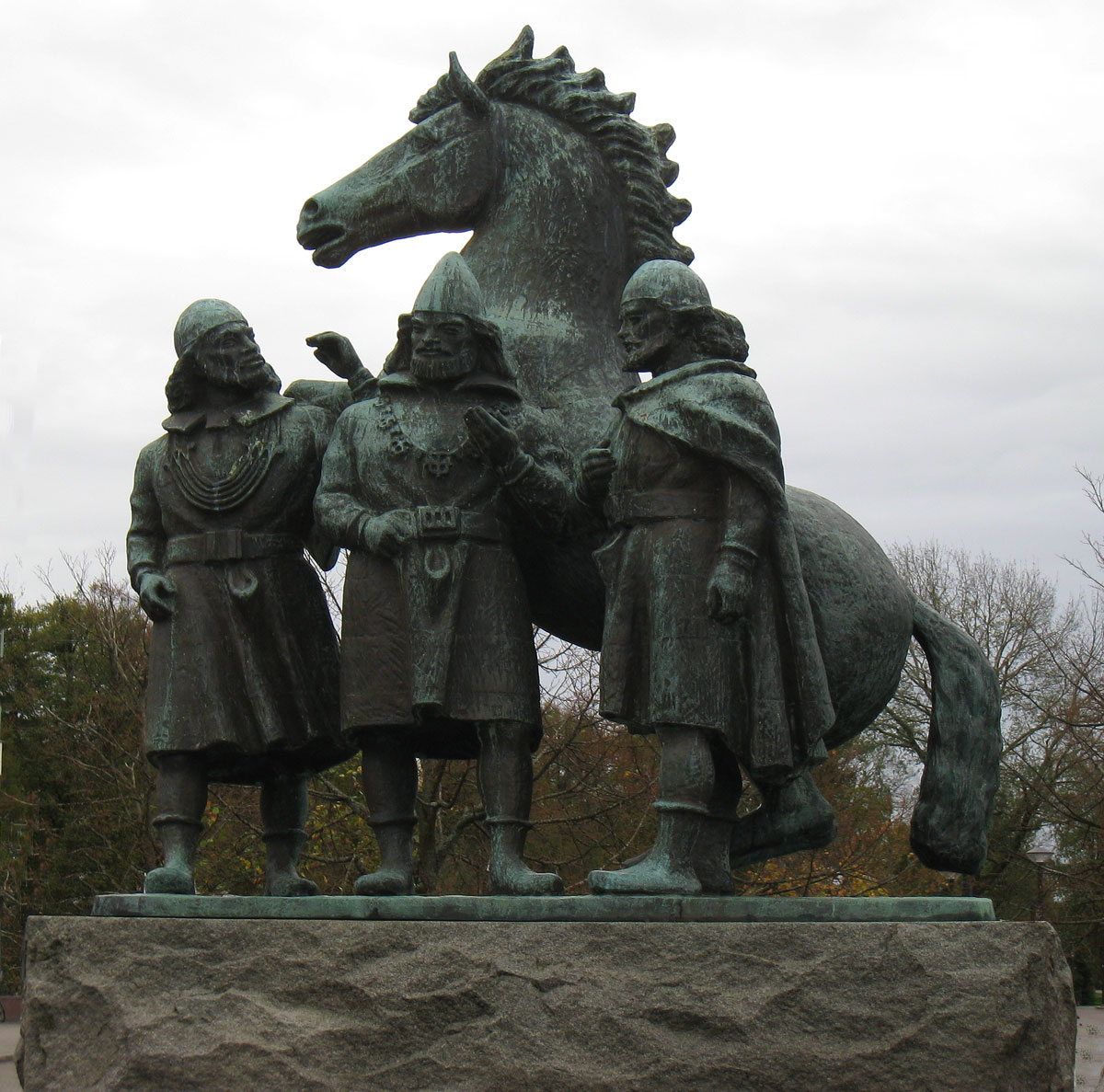
O lendário encontro dos três reis da Escandinávia em Kungälv